# Uroš Celcer
Uroš Celcer (7 aprile 1989) è un ex calciatore sloveno, di ruolo difensore.

## Palmarès

### Club

#### Competizioni nazionali
- Coppa di Slovenia: 1

Gorica: 2013-2014